# Chiesa di San Martino Vescovo (Rivoli)
La chiesa di San Martino Vescovo è la parrocchiale di Rivoli, in città metropolitana e arcidiocesi di Torino; fa parte del distretto pastorale Torino Ovest.

## Storia
La prima citazione di una cappella a Rivoli risale al 1217; questo edificio venne ampliato nel XIV secolo e trasformato in stile gotico.
Sul finire del XVIII secolo la chiesa trecentesca versava in pessime condizioni e, così, il priore Sassi prese la decisione di demolirla per farne sorgere una nuova al suo posto; la parrocchiale neoclassica venne costruita tra il 1786 e il 1788 e consacrata il 15 giugno di quello stesso anno.
Negli anni ottanta del Novecento, in ossequio alle norme postconciliari, si provvide a realizzare un nuovo altare rivolto verso l'assemblea.

## Descrizione

### Facciata
La facciata a salienti della chiesa, suddivisa da una cornice in due registri, entrambi scanditi da paraste, presenta in quello inferiore il portale d'ingresso, sormontato da un'epigrafe dedicatoria, e in quello superiore, coronato dal timpano, un rosone di forma ovale.
Annesso alla parrocchiale è il campanile a base quadrata, che è in stile romanico.

### Interno
L'interno dell'edificio è suddiviso in tre navate da pilastri abbelliti da lesene e sorreggenti archi a tutto sesto, sopra cui corre la trabeazione modanata sulla quale si imposta la volta; al termine dell'aula si sviluppa il presbiterio, a sua volta chiuso dall'abside.
Qui sono conservate diverse opere pregevoli, tra le quali l'organo, costruito dai fratelli Lingiardi, la tela raffigurante la Vergine Immacolata ed Angeli, eseguita nel 1868 da Francesco Gonin, il gruppo ritraente il Crocifisso con la Madonna e San Giovanni, risalente all'inizio del Settecento, la pala con soggetto il Riposo in Egitto, attribuita a Mattia Franceschini, e la tela che rappresenta l'Annunziata.